# Комсомольський (Дуванський район)
Комсомо́льський (рос. Комсомольский, башк. Комсомол) — присілок (у минулому селище) у складі Дуванського району Башкортостану, Росія. Входить до складу Дуванської сільської ради.
Населення — 52 особи (2010; 78 у 2002).
Національний склад:
- росіяни — 53 %